# Jack Cunningham (Politiker)
John Anderson „Jack“ Cunningham, Baron Cunningham of Felling (* 4. August 1939 in Durham) ist ein britischer Politiker der Labour Party und Life Peer.

## Leben
Cunningham studierte Chemie am College of St Hild and St Bede der University of Durham. 1962 schloss er das Studium als Bachelor ab, 1967 erhielt er den PhD. Er blieb bis 1968 an der Universität und war zusätzlich in der Gewerkschaftsarbeit tätig. Er ist seit 1964 verheiratet und hat mit seiner Frau Maureen Appleby einen Sohn und zwei Töchter. Er lebt mit seiner Frau in der Nähe von Stocksfield, Northumberland.

## Politik
Cunningham war von 1970 bis 1983 Mitglied des House of Commons für den Wahlkreis Whitehaven. Von 1983 bis 2005 saß er für den Nachfolgewahlkreis Copeland im Unterhaus. Von 1976 bis 1979 war er parlamentarischer Unterstaatssekretär für Energie und von 1979 bis 1983 industriepolitischer Sprecher der Opposition. Anschließend hatte er mehrfach Schattenpositionen der oppositionellen Labour-Party inne: 1983 bis 1989 Schattenminister für Umwelt, von 1989 bis 1992 Schatten-Leader of the House of Commons, von 1992 bis 1994 Schattenaußenminister, 1994–1995 Schattenminister für Handel und Industrie, 1995 bis 1997 Schattenminister National Heritage.
Nach dem Sieg der Labour-Party bei den Unterhauswahlen 1997 war er vom 3. Mai 1997 bis 27. Juli 1998 Minister für Agrar, Fischerei und Ernährung. Vom 27. Juli 1998 bis zum 11. Oktober 1999 war er Minister für das Cabinet Office und Chancellor of the Duchy of Lancaster. Anlässlich seines Ausscheidens aus dem Unterhaus im Jahre 2005 wurde er als Baron Cunningham of Felling, of Felling in the County of Tyne and Wear, zum Life Peer erhoben und dadurch Mitglied des House of Lords.
Am 2. Juni 2013 veröffentlichte die Sunday Times einen Artikel, in dem sie Lord Cunningham sowie Lord Laird und Lord Mackenzie of Framwellgate beschuldigte in die sogenannten Cash for access Affaire verwickelt zu sein. Die Sunday Times wirft ihm vor, verdeckt arbeitenden Reportern angeboten zu haben, gegen Bezahlung einen Empfang im House of Lords zu veranstalten und dort Kontakte zu anderen Mitgliedern des House of Lords zu arrangieren. Gleichzeitig wird er vom Daily Telegraph beschuldigt, zugestimmt zu haben für die Zahlung von 12.000 £ pro Monat gezielte Fragen im Parlament zu stellen und Kontakte zu Politikern zu vermitteln, genauso wie er für die Zahlung von 2000 £ pro Monat für eine Firma aus Fidschi im Parlament mit Fragen tätig werden sollte. Gegenüber der BBC bestritt Lord Laird die Regeln des Parlaments gebrochen zu haben oder zugestimmt zu haben Geld für die gezielte Parlamentsarbeit anzunehmen.
2016 wurde ihm der mehrfarbige Orden der Aufgehenden Sonne am Band verliehen.